# Marčelo
Pour les articles homonymes, voir Marcelo.
Marčelo (en serbe cyrillique Марчело), de son vrai nom Marko Šelić et, en serbe cyrillique, Марко Шелић (né le 22 janvier 1983 à Paraćin, Serbie) est un rappeur serbe. Il est connu pour ses chansons socialement engagées et son approche éclectique des arrangements musicaux. Avec le temps, il est devenu l'un des artistes les plus éminents du hip-hop serbe. Il est également étudiant en langue serbe et en littérature à la Faculté de philologie de l'Université de Belgrade. Il est également journaliste et romancier.

## Carrière musicale

### Début
Marčelo a commencé à faire de la musique hip-hop dès 1997 mais ses véritables débuts datent de 1999, avec sa participation à un groupe nommé Rhyme Animal. En 2001, Marčelo quitta le groupe et commença à travailler avec Oneya, le fondateur du label Bassivity et l'un des producteurs les plus importants de la scène du hip-hop serbe. Marčelo signa un contrat avec Bassivity en 2002. Il se fit connaître d'un large public en 2003, avec l'album Bassivity Mixtape Vol.1, dans lequel il interprétait deux titres, Definicija (avec Shorty) et Snovidjenje.

### De Facto
Le premier album de Marčelo, De Facto, parut également en 2003 chez Bassivity. Il fut salué par le public et par la critique, qui y vit l'expression de toute une génération[réf. nécessaire]. De fait, l'album présentait une critique acerbe de la société serbe à l'aube du nouveau millénaire ; il comprenait aussi des chansons à thème plus personnel. Dans son single et sa vidéoKuća Na Promaji, Marčelo évoquait l'assassinat du premier ministre Zoran Đinđić, les violences policières, la corruption politique et l'aliénation sociale. Cette année-là, De facto fut l'album de hip-hop le plus vendu en Serbie-et-Monténégro et le premier enregistrement après les guerres de Yougoslavie à illustrer une collaboration entre les membres de la nouvelle génération issue des pays de l'ex-Yougoslavie, Edo Maajka (Bosnie-Herzégovine/Croatie), Elemental (Croatie), Shorty (Serbie), Disciplinska Komisija (Bosnie-Herzégovine).

### Puzzle Shock!
Malgré le succès de son premier album, Marčelo ne put imposer ses conditions à sa maison d'enregistrement et, mi-2004, il quitta Bassivity et, début 2005, il signa un contrat avec Multimedia Records, la licence de Universal Music en Serbie-et-Monténégro. En décembre de la même année, Marčelo sortit son deuxième album, Puzzle Shock !, avec des titres comme Šarada (Mascarade), Otkucaji (Battements de cœur), Pozerište et Novi Vavilon (La Nouvelle Babylone). Cet enregistrement lui valut la première place dans les hit-parades[réf. nécessaire]. Pour cet album, Marčelo collabora avec Dragoljub Marković alias Dr. Dra, un ancien membre de groupes de rock comme Ništa ali logopedi, Block Out, X-Centar), qui lui ajouta des parties vocales et qui jouait de divers instruments. À son tour, Marčelo travailla avec d'autres artistes et le résultat fut un album qui mêlait le hip-hop à de fortes influences de rock, de jazz et de funk, ce qui dérouta une partie de ses fans, habitués au style de Puzzle Shock ! mais lui attira un public peu familier du hip-hop et du rap. Marčelo partit en tournée pour promouvoir son nouvel album et participa à l'édition 2006 du Festival EXIT de Novi Sad. Lors de ses concerts, il a été soutenu par de grands noms de la hip-hop serbe, comme Wikluh Sky, Ministar Lingvista (Real Skllz) et Nancy. Il a été également soutenu par DJ Raid, un DJ suisse, membre du groupe The Filter Crew.

### Treća strana medalje
En avril 2008, Marčelo a publié son premier roman, intitulé Zajedno sami (Seuls ensemble), et un nouvel album, intitulé Treća strana medalje (Le troisième revers de la médaille) est sorti en décembre 2008.

## Discographie
- De Facto (Bassivity Music, 2003)
- Puzzle Shock ! (Multimedia Records, 2005
- Treća strana medalje (Multimedia Records, 2008)

## Roman
- Zajedno sami, éditeur VEGA media, Novi Sad, 2008  (ISBN 978-86-86667-01-4)